# Тюрен, Вильмер
Вильмер Тюрен (швед. Vilmer Tyrén; род. 3 мая 2005) — шведский футболист, нападающий «Гётеборга».

## Клубная карьера
Является воспитанником «Гердскена», в котором прошёл путь от детской команды до основного состава. В 2021 году впервые сыграл за взрослую команду клуба в матче третьего дивизиона против «Алингсоса», появившись на поле на 60-й минуте. В общей сложности в составе родного клуба провёл 26 матчей, в которых забил девять мячей.
Перед сезоном 2023 года перешёл в «Гётеборг», где присоединился к молодёжной команде клуба. Летом того же года стал привлекаться к тренировкам с основным составом. В начале августа подписал с клубом первый контракт. Впервые в официальную заявку попал на матч Алльсвенскана, против «Норрчёпинга», но на поле не появился. Первую игру за «Гётеборг» провёл в рамках второго раунда кубка Швеции против «Зенита». В этой игре Тюрен вышел в стартовом составе и на 18-й минуте забил гол, оказавшийся в итоге победным.
3 сентября клуб объявил, что в рамках сотрудничества с «Вестра Фрёлунда» нападающий может выступать за оба клуба. В тот же день Тюрен провёл свою первую игру во втором дивизионе против «Хиттарпа», выйдя на замену во втором тайме и забив два мяча. 16 сентября в игре с «Броммапойкарной» дебютировал за «Гётеборг» в чемпионате Швеции, заменив на 86-й минуте Астрита Сельмани.

## Клубная статистика
| Выступление       | Выступление      | Выступление      | Лига | Лига | Кубки | Кубки | Конт. кубки | Конт. кубки | Итого | Итого |
| Клуб              | Лига             | Сезон            | Игры | Голы | Игры  | Голы  | Игры        | Голы        | Игры  | Голы  |
| ----------------- | ---------------- | ---------------- | ---- | ---- | ----- | ----- | ----------- | ----------- | ----- | ----- |
| Гердскен          | Дивизион 3       | 2021             | 4    | 0    | 0     | 0     | 0           | 0           | 4     | 0     |
| Гердскен          | Дивизион 3       | 2022             | 22   | 9    | 0     | 0     | 0           | 0           | 22    | 9     |
| Гердскен          | Итого            | Итого            | 26   | 9    | 0     | 0     | 0           | 0           | 26    | 9     |
| Гётеборг          | Алльсвенскан     | 2023             | 1    | 0    | 1     | 1     | 0           | 0           | 2     | 1     |
| Гётеборг          | Итого            | Итого            | 1    | 0    | 1     | 1     | 0           | 0           | 2     | 1     |
| → Вестра Фрёлунда | Дивизион 2       | 2023             | 2    | 2    | 0     | 0     | 0           | 0           | 2     | 2     |
| → Вестра Фрёлунда | Итого            | Итого            | 2    | 2    | 0     | 0     | 0           | 0           | 2     | 2     |
| Всего за карьеру  | Всего за карьеру | Всего за карьеру | 29   | 11   | 1     | 1     | 0           | 0           | 30    | 12    |